# Veneto Fronte Skinheads
Els Veneto Fronte Skinheads o VFS és una organització d'extrema dreta, vinculada als moviments skinheads neonazis, nascuda a Itàlia, segons les fonts, entre 1985 i 1986, a iniciativa de Piero Puschiavo i Ilo Da Deppo Estudis realitzats per l'Institut Stephen Roth i altres publicats per Oxford University Press, afirmen la matriu racista i antisemita del grup, considerat entre els més grans i organitzats del país, així com un dels impulsors de la subcultura juvenil del moviment skinhead a Itàlia.

## Història
Els Veneto Fronte Skinheads van ser fundats l'any 1986 per Piero Puschiavo com una associació de skinheads d'extrema dreta del Vèneto i el Tirol del Sud. Actius principalment al nord d'Itàlia, van poder obtenir l'estatus organitzatiu l'any 1990 i es consideren una organització cultural a Itàlia. L'any 1993 l'associació tenia 500 socis i aproximadament el doble de simpatitzants. Això la va convertir en l'organització de skinhead més gran d'Itàlia.
Inicialment limitat a festes privades, la primera aparició pública va seguir en un festival "Rock Against Communism" a Suffolk, al Regne Unit. A partir de llavors va començar a organitzar concerts a gran escala a finals dels anys vuitanta juntament amb la xarxa internacional Blood and Honor. Aquests esdeveniments, que també van comptar amb Skrewdriver, Brutal Attack i No Remorse entre d'altres, atreien entre 400 i 600 visitants a mitjans dels anys noranta. El 1993, alguns membres del col·lectiu van fundar la discogràfica Tuono Records, que estaria activa fins al 2010.
Després de diversos incidents violents, el 1995 la policia italiana va dur a terme diversos escorcolls domiciliaris i va detenir a una setentena dels seus integrants. El president de l'associació va ser declarat culpable de banalitzar l'Holocaust. Després d'això, la influència de l'organització va disminuir durant un temps, fins que el 1999 van organitzar un festival d'estiu al Vèneto, on van actuar els rockers víkings suecs Ultima Thule.
A finals de la dècada de 1990, l'organització va col·laborar amb la Fiamma Tricolore. Piero Puschiavo fins i tot es va unir al partit i també va reclutar altres membres. L'any 2006, quan va ser elegit membre de l'executiva del partit, es va retirar del VFS. Francesco Guglielmino Mancini va ocupar el seu lloc, seguit dos mesos més tard per Giordano Caracino, que encara avui és president de l'associació.
La cooperació transfronterera amb l'NPD també va tenir lloc als anys 2000. Entre altres coses, el VFS van participar al Festival de les Nacions i en diverses manifestacions d'extrema dreta a Alemanya, com en marxes commemoratives de Rudolf Hess a Wunsiedel. Un dels contactes va ser l'activista neonazi Ralf Wohlleben. També tenen contactes amb les organitzacions italianes CasaPound i Blocco Studentesco.
El moviment s'ha destacat per actes reiteratius de violència i intolerància, amb intimidacions, cops i atacs especialment contra ciutadans estrangers o simpatitzants d'àmbits polítics crítics cap a la ideologia neonazi del grup, també amb l'ús d'armes indegudes i apunyalaments. Un dels incidents més destacats fou l'assassinat a Verona de Nicola Tommasoli el 2008, del qual alguns membres de la VFS van ser condemnats com culpables d'assassinat. També se'ls ha acusat d'atacar oficines de partits i associacions, organitzacions sense ànim de lucre, l'associació de solidaritat catòlica Càritas i l'associació Como Senza Frontiere.